# Prosopis pallida
Espèce
Classification APG III (2009)
Prosopis pallida est une espèce de plantes à fleurs dicotylédone de la famille des Mimosaceae selon la classification classique, ou de celle des Fabaceae selon la classification phylogénétique. C'est un arbre originaire d'Amérique du Sud : Bolivie, Colombie, Équateur et Pérou.

## Utilisation
C'est une espèce assez intéressante pour l'homme. C'est une bonne plante apicole. Son bois est utilisable comme matériau, ainsi que dans la fabrication de charbon de bois. Leurs fruits très nutritifs et sucrés, permet la fabrication d'un sirop, appelé algarrobina, utilisé dans la cuisine péruvienne.
Son feuillage peut servir de fourrage pour le bétail.
Pour beaucoup d'espèces du genre Prosopis, cette espèce pousse vite et facilement. Cela permet de repeupler un milieu, mais cela en fait, par conséquent, potentiellement une plante envahissante.

## Synonymes
- Acacia pallida Humb. & Bonpl. ex Willd.
- Prosopis limensis Benth.